# Tell Barri
Koordinaten: 36° 44′ 21″ N, 41° 7′ 28″ O

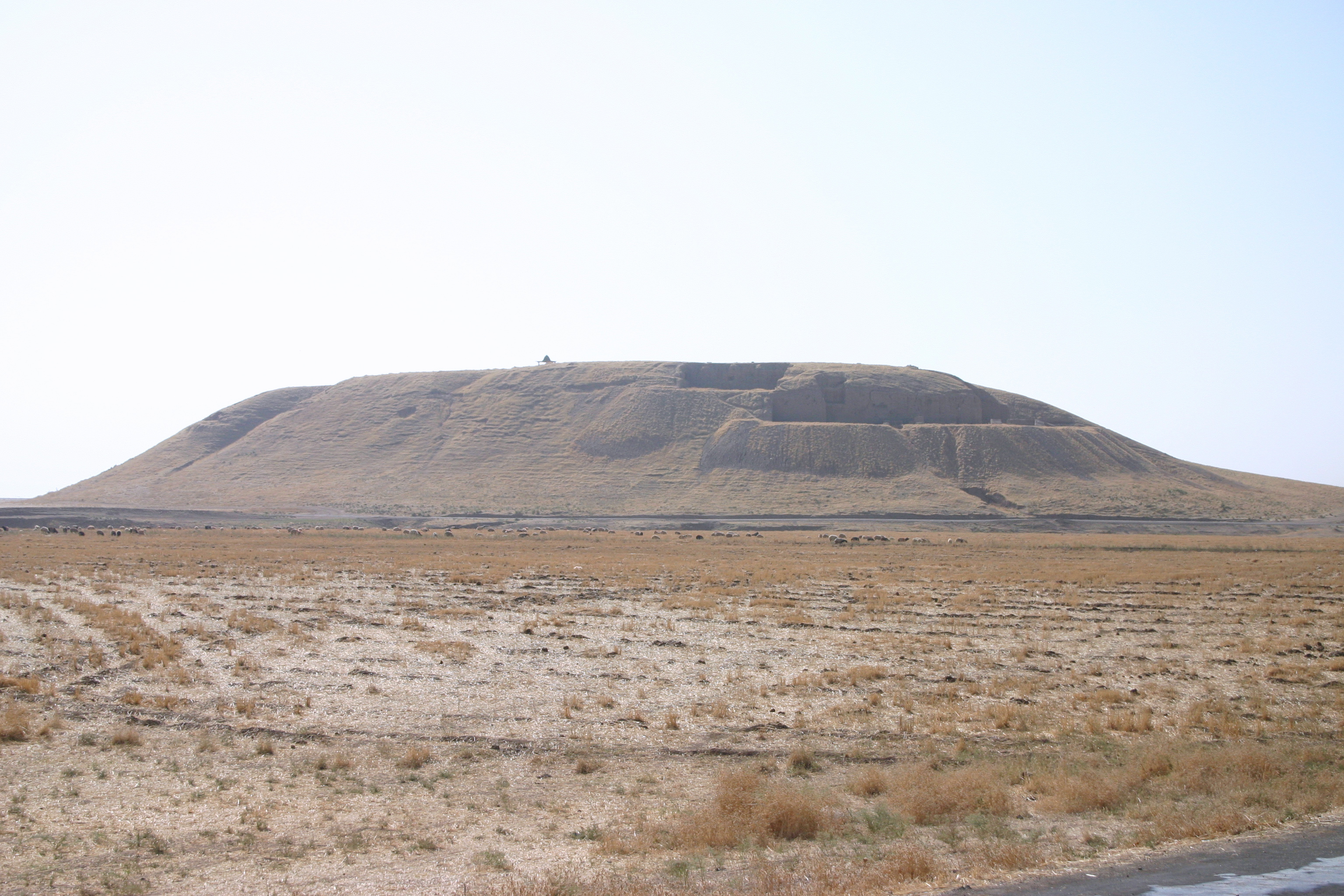
Tell Barri von Westen ausgesehen mit deutlich erkennbaren Grabungsschnitten

Tell Barri ist ein Tell im Gouvernement al-Hasaka Nordostsyrien und liegt dort am Naḫr Jaqjaq, einem Zufluss des Chabur. Er wird mit der antiken Stadt Kaḫat identifiziert; eine Zuordnung, die seit dem Fund einer entsprechenden Inschrift auf einem Türsturz als gesichert gilt. In unmittelbarer Nähe zu Tell Barri liegt der mächtige Tell Brak. Der Tell erhebt sich rund 30 m über die umliegende Ebene und hat eine Oberfläche von etwa 37 Hektar. Archäologische Ausgrabungen fanden dort in den 1960ern und wieder seit 2006 statt.
Tell Barri war seit der Halaf-Zeit besiedelt. In das Licht der Geschichte rückte der Ort jedoch erst ab dem frühen 2. Jahrtausend v. Chr., aus welchem in den Archiven von Mari erstmals auch historische Quellen zu Kaḫat stammen. Demnach wurde es von Vasallen der mariotischen Herrscher regiert, bis es in den Einflussbereich des obermesopotamischen Reiches von Šamši-Adad I. geriet. Hauptstadt dieses Reiches war Šubat-Enlil, identifiziert mit dem nordöstlich von Tell Barri gelegenen Tall Leilan. Von dort aus flüchtete sich das Harem des Königs nach Kaḫat, als das obermesopotamische Reich zusammenbrach.
Seine Blütezeit erlebte Tell Barri jedoch ab der 2. Hälfte des 2. Jahrtausends v. Chr. Als Teil des Reiches von Mitanni war es ein wichtiger Kultort, an welchem der Wettergott Teššub verehrt wurde. Nachdem es von den Assyrern erobert wurde, errichtete Tukulti-Ninurta II. dort einen Palast. Der Ort überlebte den Fall des assyrischen Reiches und wurde in den folgenden Epochen bis in das arabische Mittelalter hinein weiter besiedelt.